# Flaming Gorge Reservoir
Das Flaming Gorge Reservoir ist ein Stausee in den US-Bundesstaaten Wyoming und Utah.
Der See entstand durch die Aufstauung des Green River durch den Flaming Gorge Dam. Die Bauarbeiten an der Staumauer wurden von 1958 bis 1964 durchgeführt. Der Stausee fasst ein Wasservolumen von 4,67 km³ und liegt auf einer Höhe von 1.840 Metern.

## Lage
Der größte Teil des Stausees liegt im südwestlichen Teil von Wyoming und ein Teil des Sees im nordöstlichen Teil von Utah im Daggett County. Die nördliche Spitze des Reservoirs liegt ca. 16 km südöstlich von Green River, 22 km südwestlich von Rock Springs und 70 km nördlich von Vernal.
Am Fuß der Staumauer steht ein Wasserkraftwerk; dort wird mit drei Francis-Turbinen und drei Generatoren Strom mit einer Maximalleistung von 153 MW erzeugt.